# Live in Torino 1977
Live in Torino 1977 è il quinto album dal vivo del gruppo musicale italiano Area, pubblicato nel 2004.

## Tracce
CD 1
1. Il massacro di Brandeburgo numero tre in sol maggiore – 12:00
2. Gerontocrazia – 6:48
3. Scum - 7:27
4. Giro, giro, tondo - 6:48
5. Cometa rossa - 9:10

CD 2
1. La mela di Odessa – 16:14
2. Luglio, agosto, settembre (nero) – 6:20
3. L'Internazionale – 5:41
4. Improvvisazione – 16:40

## Formazione
- Giulio Capiozzo - batteria, percussioni
- Patrizio Fariselli - piano, clarinetto, sintetizzatore
- Demetrio Stratos - voce, organo, percussioni
- Ares Tavolazzi - basso, trombone
- Paolo Tofani - chitarra, sintetizzatore, flauto